# Баб Искендер
Баб Искендер (арап. باب اسكندر, срп. Искендеров мореуз), такође познат као Источни мореуз, је источни део мореуза Баб-ел-Мандеб, који раздваја Рас Менхели, Јемен, на Арапском полуострву од Рас Сијана, у Џибутију, на Рогу Африке и Дакт-ел-Мајун.
Западна секција мореуза, Дакт-ел-Мајун (познат и као Западни мореуз), има ширину око 26 километара и дубину око 310 метара. Мореузи су око 32 километра широки у тоталу.
Близу афричке обале налази се група мањих острва познатих као Седам браће.